# Gary Burghoff
Gary Rich Burghoff, född 24 maj 1943 i Bristol, Connecticut, är en amerikansk skådespelare. Burghoff är främst känd för sin roll som korpral Walter Eugene "Radar" O'Reilly i filmen M*A*S*H och den därpå baserade TV-serien med samma namn och som Charlie Brown i off-Broadwaymusikalen Du är en god man, Charlie Brown (1967).
Burghoff var gift med Janet Gayle från 1971 till 1979, de har ett barn tillsammans. År 1985 gifte han sig med Elisabeth Bostrom, paret fick två barn innan de skildes 2005.

## Filmografi i urval
- 1970 - M*A*S*H
- 1970 - The Name of the Game (TV-serie)
- 1972-1979 - M*A*S*H (TV-serie)
- 1973 - Love, American Style (TV-serie)
- 1973-1974 - The Dean Martin Show (TV-serie)
- 1976-1979 - Hollywood Squares (TV-serie)
- 1977-1981 - Kärlek ombord (TV-serie)
- 1978 - Wonder Woman (TV-serie)
- 1978-1980 - Fantasy Island (TV-serie)
- 1979 - Mannen i tomtedräkten (TV-film)
- 1981 - Tales of the Unexpected (TV-serie)
- 1984 - After MASH (TV-serie)
- 1984 - W*A*L*T*E*R (kortfilm)
- 1995 - Mord, mina herrar (TV-serie)
- 2010 - Daniel's Lot

## Teater

### Roller
| År   | Roll           | Produktion          | Regi                  | Teater                             |
| ---- | -------------- | ------------------- | --------------------- | ---------------------------------- |
| 1987 | Willum Cubbert | The Nerd Larry Shue | Charles Nelson Reilly | Helen Hayes Theatre, New York, USA |